# 12478 Suzukiseiji
12478 Suzukiseiji è un asteroide della fascia principale. Scoperto nel 1997, presenta un'orbita caratterizzata da un semiasse maggiore pari a 2,3493920 UA e da un'eccentricità di 0,1594530, inclinata di 2,79516° rispetto all'eclittica.